# Solvay GmbH

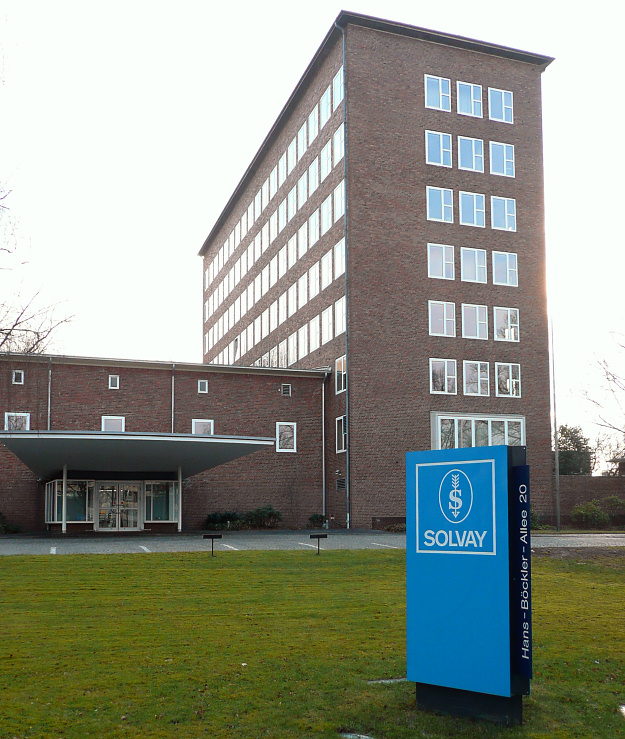
Sitz in Hannover

Die Solvay GmbH ist ein deutsches Chemieunternehmen mit Sitz in Hannover, das zur internationalen Solvay-Gruppe mit Hauptsitz in Brüssel gehört.
Der konsolidierte (Pro-forma-)Umsatz der Gruppe betrug 2022 ca. 0,737 Milliarden Euro; sie beschäftigt rund 1500 Mitarbeiter (Stand: März 2023). Die Geschichte von Solvay in Deutschland geht zurück bis ins Jahr 1880, als im badischen Wyhlen die älteste deutsche Fabrik zur Gewinnung von Soda nach dem Solvay-Verfahren den Betrieb aufnahm.

## Organisation

### Organe der Solvay GmbH
Die Geschäftsführung der Solvay besteht aus Andreas Meier (Vorsitzender) und Axel Tegge.
Im Aufsichtsrat sitzen Gérard Collette, Benfeld/Frankreich (Vorsitzender); Edeltraud Glänzer, Hannover (stellvertretende Vorsitzende); Erich Barke, Hannover; Alexis Brouhns, Rixensart/Belgien; Francine Delplanque-Janssens, Vilvoorde/Belgien; Kerstin Eichholz, Langenhagen; Cornelia Kainz, Rheinfelden; Gerhard Kristen, Rheinberg; Burkhardt Meister, Frankfurt am Main; Wilfried Penshorn, Waldkirch; Jürgen Ulrich, Rheinberg; Bernd Pfaffenbach, Wachtberg (Stand: Mai 2016)[veraltet].

### Wesentliche Tochter- und Beteiligungsgesellschaften
- Salzgewinnungsgesellschaft Westfalen mbH & Co.KG
- Solvay Acetow GmbH
- Solvay Chemicals GmbH
- Solvay & CPC Barium Strontium GmbH & Co. KG
- Solvay Fluor GmbH
- Solvay Flux GmbH
- Solvay P&S GmbH
- Solvay Speciality Polymers Germany GmbH
- Inovyn, ein Gemeinschaftsunternehmen mit Ineos, 50 %

Betrieb von Ersatzbrennstoff-Heizkraftwerken
- Energie Anlage Bernburg GmbH, Bernburg (50 %), 50 % Tönsmeier Dienstleistung Beteiligungs-GmbH
- Energie Anlage Rheinberg GmbH, Hannover (100 %)

Die Gesellschaften und Werke von Solvay in Deutschland sind den weltweit operierenden Global Business Units (GBU) der internationalen Solvay-Gruppe zugeordnet. So etwa gehört das Werk Wimpfen zur GBU Special Chem. Die konzernweite Organisationsstruktur der GBU wurde zum 1. Januar 2013 eingeführt.

## Geschichte

### Zeittafel
Die Entwicklung von Solvay in Deutschland ist auch geprägt durch Firmenübernahmen, Zusammenlegungen von Unternehmen und Veräußerungen von Geschäftsbereichen. Der besseren Übersichtlichkeit halber konzentriert sich die folgende Zeittafel auf wichtige Daten aus der Geschichte der Deutschen Solvay Werke (DSW) und der Kali-Chemie AG; an diesem Unternehmen hatte DSW im Jahr 1954 die Mehrheitsbeteiligung erworben.
Geschäftsbereiche wie etwa die Mitte der 1990er Jahre veräußerten Sparten Katalysatoren, Kohlensäure, Holzschutzmittel und Molkenproteine sind in der Übersicht nicht erfasst, weil sie für das aktuelle Bild von Solvay in Deutschland nicht relevant sind. Ebenso wurde das nur kurzzeitige Engagement von Solvay bei der European Salt Company (esco) von 2002 bis 2004 nicht ausgewiesen.

#### 1880–1933
1880 nahm in Wyhlen (heute Baden-Württemberg) eine Sodafabrik der Solvay & Cie. den Betrieb auf. Die Tagesproduktion betrug 20 Tonnen. 1883 wurde im Werk Bernburg die Sodafabrikation aufgenommen. Alle Aktivitäten der Solvay & Cie. in Deutschland wurden 1885 in der Deutschen Solvay-Werke Actiengesellschaft (DSW) mit Sitz in Bernburg zusammengefasst. Im Kaliwerk Solvayhall bei Bernburg begann man 1890 mit der Förderung von Kalisalz. 1896 erwarb das Unternehmen die Saline und die Sodafabrik Chateau Salins in Elsass-Lothringen und nahm eine zweite Sodafabrik in Bernburg in Betrieb. In Osternienburg ging 1898 deutschlandweit eine der ersten Anlagen zur Chloralkali-Elektrolyse in Betrieb. 1899 wurden die Kaliwerke Friedrichshall AG gegründet; 1954 erwarben die DSW die Mehrheitsbeteiligung an dem Unternehmen, das 1927/28 nach einer Fusion mit der Rhenania-Kunheim Verein Chemischer Fabriken AG in Kali-Chemie AG (KC) umfirmiert worden war. 1900 produzierten die DSW 175.000 Tonnen Soda – knapp 60 % der insgesamt in Deutschland produzierten Menge. 1907 wurde die Sodafabrik in Rheinberg in Betrieb genommen. 1908/1910 erfolgte die Niederbringung von vier Salzschächten in Borth bei Rheinberg nach dem seinerzeit neuartigen Gefrierschachtverfahren. 1930 errichtete man ein Zentrallabor in Bernburg.

#### 1933–1945
1933 wurde die Produktion von Siedesalz in Rheinberg aufgenommen. Sechs Jahre später wurden die Consolidierten Alkaliwerke Westeregeln AG erworben. Die Sodaproduktion der DSW erreicht 725.000 t, das sind über 80 % der gesamten deutschen Produktion. Das Werk Bernburg wurde 1940 als „feindliches Vermögen“ unter nationalsozialistische Zwangsverwaltung gestellt. In der Zeit des Nationalsozialismus wurden KZ-Häftlinge eingesetzt, wie beispielsweise aus dem frühen Thüringer Konzentrationslager Buchenau. In den letzten Kriegsjahren war der Schacht Solvayhall Auslagerungsort für Kunstschätze (so die Anhaltische Gemäldegalerie aus Dessau), die 1945/1946 als Beutegut großenteils in die Sowjetunion verbracht wurden. 1945 wurde mit der nahezu vollständigen Demontage der Werksanlagen in Bernburg begonnen. Sämtliche KC- und Solvay-Werke in Ost- und Mitteldeutschland wurden unter Treuhandverwaltung gestellt. Im gleichen Jahr wurde mit dem Wiederaufbau in Westdeutschland begonnen. In den Werken Wyhlen, Rheinberg und Borth konnte im Herbst die Produktion wieder aufgenommen werden.

#### 1946–1989
1948 wurde der Sitz der DSW von Bernburg nach Solingen (Nordrhein-Westfalen) verlegt. Vier Jahre später wurde die Deutsche Solvay-Werke Actiengesellschaft in eine GmbH umgewandelt. Im Jahre 1951 verlegt die KC ihre Hauptverwaltung nach Hannover (Niedersachsen). 1954 wurde die Mehrheitsbeteiligung an der Kali-Chemie AG durch DSW erworben. Die PVC-Produktion in Rheinberg wurde 1958 begonnen. Ein Jahr später wurde die Kali-Chemie Engelhard Katalysatoren GmbH gegründet. Zum Beginn der 60er Jahre wurde mit der Produktion von unlöslichem Schwefel CRYSTEX begonnen. Erwerb der Aktienmehrheit an der Saline Ludwigshalle AG, Bad Wimpfen (Baden-Württemberg) begonnen.
1966 wurde das pharmazeutischen Forschungszentrums in Hannover eingeweiht. Mit der Produktion von gefällten Calciumcarbonat wurde 1967 in Rheinberg begonnen. Zwei Jahre später wurde mit der Diaphragmaelektrolyse begonnen. Als nächster Schritt wurde 1971 mit der Produktion von Allylchlorid (3-Chlorpropen), Epichlorhydrin und Glycerin sowie von Chlor in Rheinberg begonnen. 1972 wurde die Miles Kali-Chemie GmbH & Co. KG Biochemisches Werk, Nienburg. Gründung der Tochtergesellschaft Kali-Chemie Pharma GmbH gegründet. Ein Jahr später wurde der gesamte Aktienkapital der Saline Ludwigshalle AG; Weiterführung der Gesellschaft unter dem Namen Kali-Chemie Fluor GmbH Bad Wimpfen erworben.
Im Jahre 1973 wurde mit der Soleförderung durch die Salzgewinnungsgesellschaft Westfalen mbH, einer gemeinsamen Tochterfirma mit Bayer AG und Hüls AG in Ahaus begonnen. Über ein Pipelinesystem werden Produktionsstätten in Marl und Rheinberg sowie in Jemeppe und Couillet in Belgien versorgt. Beginn der Produktion von Vinylchlorid (VC) in Rheinberg. Die Mehrheitsbeteiligung an der Alkor-Gruppe wurde 1977 erworben. Zwei Jahre später wurde die 1979 Erwerb der Draka-Plast GmbH erworben. Die SOLTRONIC Chemikalien für die Elektronik GmbH wurde 1985 durch Solvay & Cie., Deutsche Solvay-Werke GmbH (Geschäftsführer in Solingen-Ohligs war der Chemiker Günter Wehrmeyer) und Kali-Chemie AG (zu dessen Verwaltungsrat ebenfalls Wehrmeyer gehörte, der auch Gesellschafter der Peroxid-Chemie GmbH in Höllriegelskreuth war) gegründet. Im Geschäftsjahr 1986/87 wurden die Vertrieb, Beschaffung und Ingenieurwesen der Deutschen Solvay-Werke und der Kali-Chemie zusammengeführt. Gleichzeitig wurden die Soda-Aktivitäten der Kali-Chemie übernommen.

#### 1990–2003
1990 wurde die Obergesellschaft Solvay Deutschland GmbH mit Hauptverwaltung in Hannover gegründet. Das produktive Geschäft wird auf selbstständige Gesellschaften übertragen. Ein Jahr später wurde die Sodafabrik Bernburg in die Solvay-Gruppe; Neuaufnahme des Betriebs als Solvay Alkali Bernburg GmbH wieder eingegliedert. In Bernburg wurde 1992 eine neue Schwersodaanlage 1992 in Betrieb genommen. Im Jahre 1994 wurde der Grundstein für ein Pharmaforschungszentrum in Hannover gelegt. In Bernburg wurde die neu gebaute Wasserstoffperoxidfabrik in Betrieb genommen. 1998 wurde der Geschäftsbereichs Fluorprodukte der Hoechst AG erworben. Im Pharmabereich wurde in das Solvay Pharmaceuticals GmbH umfirmiert und Solvay Arzneimittel GmbH entsteht. Die Auszeichnung Recycling-Preis wurde 1997 für das SF6-ReUse-Konzept der Solvay Fluor und Derivate GmbH verliehen. Im gleichen Jahr nahm eine Anlage für hochreines Wasserstoffperoxid nimmt in Bernburg ihren Betrieb auf. Vor der Jahrtausendwende wurde die SolVin GmbH & Co. KG zusammen mit BASF für die Produkte PVC und PVDC gegründet.
2001 wurde die Ausimont Deutschland GmbH erworben. Im gleichen Jahr folgte Baustart einer PVC-Verwertungsanlage auf Basis der Vinyloop-Technologie durch SolVin, einem 75/25 Joint Venture von Solvay und BASF in Ferrara (Italien). Für die Belieferung des Werks Rheinberg wurde 2003 das Kalksteinbruch Les Petons erworben.

#### 2004–2011
Im nächsten Jahr wurde die Solvay Deutschland GmbH in Solvay GmbH umfirmiert. Ebenfalls wurde der Solvay Chemicals GmbH durch Verschmelzung von Solvay Soda Deutschland, Solvay Elektrolysespezialitäten und Solvay Interox gegründet. Der Baustart einer Produktionsanlage für Natriumhydrogencarbonat (BICAR) im Werk Bernburg erfolgte 2005. Der 50/50 Joint Ventures Solvicore GmbH & Co. KG wurde zusammen mit der belgischen Umicore AG & Co. KG 2006 gegründet. Er ist Gegenstand des Gemeinschaftsunternehmens mit Hauptsitz in Hanau sind Entwicklung und Produktion sowie Vertrieb sogenannter Membranelektrodeneinheiten (membrane electrode assembly; MEA) für Brennstoffzellenanwendungen. Im gleichen Jahr wurde eine neue BICAR-Anlage in Bad Wimpfern in Betrieb genommen. Die Fluorverbindung mit der Kurzbezeichnung F1EC erhöht die Lebensdauer von Lithium-Ionen-Akkus. 2007 wurde eine Monofluorethylencarbonat-Anlage in Bad Wimpfen; die Fluorverbindung mit der Kurzbezeichnung F1EC in Betrieb genommen und erhöht die Lebensdauer von Lithium-Ionen-Akkus. Der Baustart einer Produktionsanlage für Solkane 227 im Werk Wimpfen wurde 2008 erfolgt. Die Inbetriebnahme ist für das erste Quartal 2009 geplant. Am 28. September 2009 veröffentlichte Solvay eine Presseerklärung zum vereinbarten Verkauf der Pharma-Sparte an Abbott.
2009 wurde der Standort im Chemiepark Bitterfeld-Wolfen geschlossen. 54 Arbeitsplätze gingen verloren. Am Standort Bitterfeld wurde seit 1995 Wasserstoffperoxid hergestellt.
Am 15. Februar 2010 hat Solvay den Verkauf des Pharmageschäfts an Abbott Laboratories nach Zustimmung durch die EU Kartellbehörden abgeschlossen.
Im April 2011 gibt die Solvay-Gruppe die freundliche Übernahme von Rhodia bekannt. Noch im August 2011 stimmt die Europäische Kommission der Übernahme zu.

#### Ab 2012
Solvay verkauft im Mai 2012 seinen 50-Prozent-Anteil am Gemeinschaftsunternehmen Pipelife an den Joint-Venture-Partner Wienerberger.
Im September 2014 wird eine neu errichtete Anlage für Spezialtenside in Genthin eröffnet. Die Tenside finden in Reinigungs- und Pflegeprodukte, wie Shampoos Verwendung.
Das Solvay-Werk in Frankfurt wird Anfang 2015 an das japanische Unternehmen Daikin zusammen mit den Geschäftsfeldern Kältemittel und Treibmittel für Aerosole verkauft. Die rund 75 Mitarbeiter wechseln zu Daikin.

### Schauprozess in der DDR

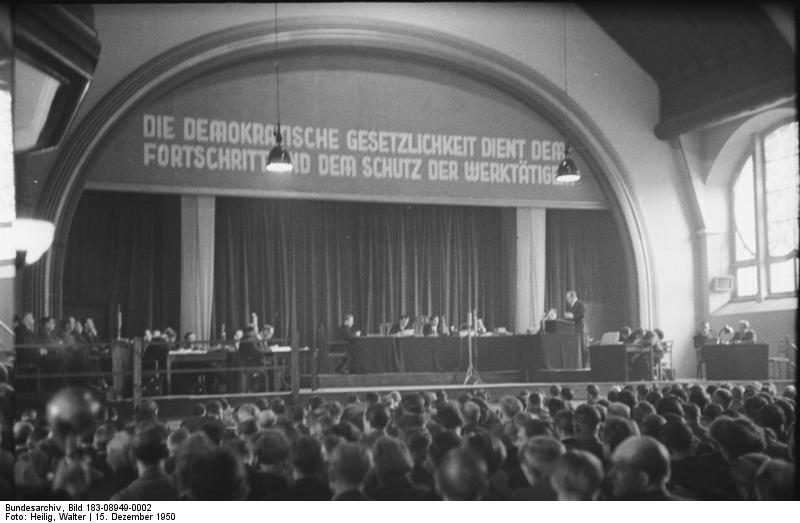
Schauprozess gegen den Solvay-Konzern vom 14.–20. Dezember 1950 im Bernburger Kurhaus

Unter der Regie der 1948 gebildeten Zentralen Kommission für Staatliche Kontrolle wurden 1950 in der DDR vier große politische Schauprozesse vor dem Obersten Gericht der DDR abgehalten. In diesen Prozessen der DDR-Justiz wurde extrem willkürlich verfahren, die Anschuldigungen waren in hohem Maße unglaubwürdig und die Urteile drakonisch. Unter diesen stalinistischen Schauprozessen war auch der Bernburger Prozess gegen ehemalige Direktoren und leitende Angestellte der Deutschen Solvay-Werke (DSW) wegen „Wirtschaftsspionage“, „Förderung der systematischen Misswirtschaft“ und der „Verheimlichung des Einflusses der IG-Farben-Industrie auf die DSW“. Die parteiische Anklageschrift wurde vom SED-Generalsekretär Walter Ulbricht, einem der deutschen Hauptakteure für Schauprozesse, begutachtet und abgesegnet. Die vorsitzende Richterin in dem Prozess der wirtschaftspolitischen Säuberungsjustiz war Hilde Benjamin. Die Richterin und die Ankläger wurden durch Claqueure im Publikum unterstützt. Die Verteidiger unterstützten mehr die Anklage, als ihre Mandanten zu verteidigen. Die Angeklagten wurden zu langjährigen Zuchthausstrafen verurteilt, Otto Bökelmann in Abwesenheit zu 15 Jahren, Albert Werner zu zehn Jahren.
Ziel des Prozesses war es offenbar, in der DDR-Wirtschaft noch vorhandenes Auslandskapital in Volkseigentum zu überführen. Als Tochtergesellschaft des belgischen Konzerns fiel die DSW unter den Status des vor Überführung in Volkseigentum geschützten Auslandsvermögens, den sie durch den Prozess verlor. Der Schauprozess war Thema des 1952 gedrehten DEFA-Propagandafilms Geheimakten Solvay.

## Standorte[veraltet]

### Ahaus
Ahaus-Graes/Epe, im westlichen Münsterland nahe der Grenze zu den Niederlanden gelegen, ist Standort der Salzgewinnungsgesellschaft Westfalen mbH & Co. KG (SGW). Hauptgeschäftszweck der Gesellschaft ist die Salzförderung. Jährlich werden in Gronau-Epe über zwei Millionen Tonnen Kochsalz gewonnen. Mit dem Rohstoff werden unter anderem die Solvaywerke in Rheinberg und Jemeppe-sur-Sambre (Belgien) versorgt. Eigentümer der SWG sind die Solvay GmbH (65 %), die Vestolit GmbH & Co. KG (25 %) und die Bayer MaterialScience AG (10 %).

### Bad Hönningen[veraltet]
Das 1890 von dem Chemiker Walther Feld gegründete Werk Bad Hönningen wurde 1928 von der Kali-Chemie AG erworben und auf die heutige Größe ausgebaut. Seit 1992 ist das Werk zu 100 % in den Chemiesektor des Solvay-Konzerns integriert. Hauptprodukte sind Barium- und Strontiumcarbonat (Rohstoffe für die Herstellung von Bildschirmglas von TV- und PC-Monitoren sowie von Elektromagneten für Gleichstrommotoren) und sogenannte Detergenzien. Darunter versteht man die in Wasch- und Reinigungsmitteln zur Verbesserung der Reinigungsleistung verwendeten Substanzen. Das von der Solvay Chemicals GmbH unter dem Markennamen IXPER in Hönningen hergestellte Calciumperoxid findet unter anderem Anwendung in Zahnpasten, Backwaren, Kosmetika, Saatgut und bei Bodensanierungen.

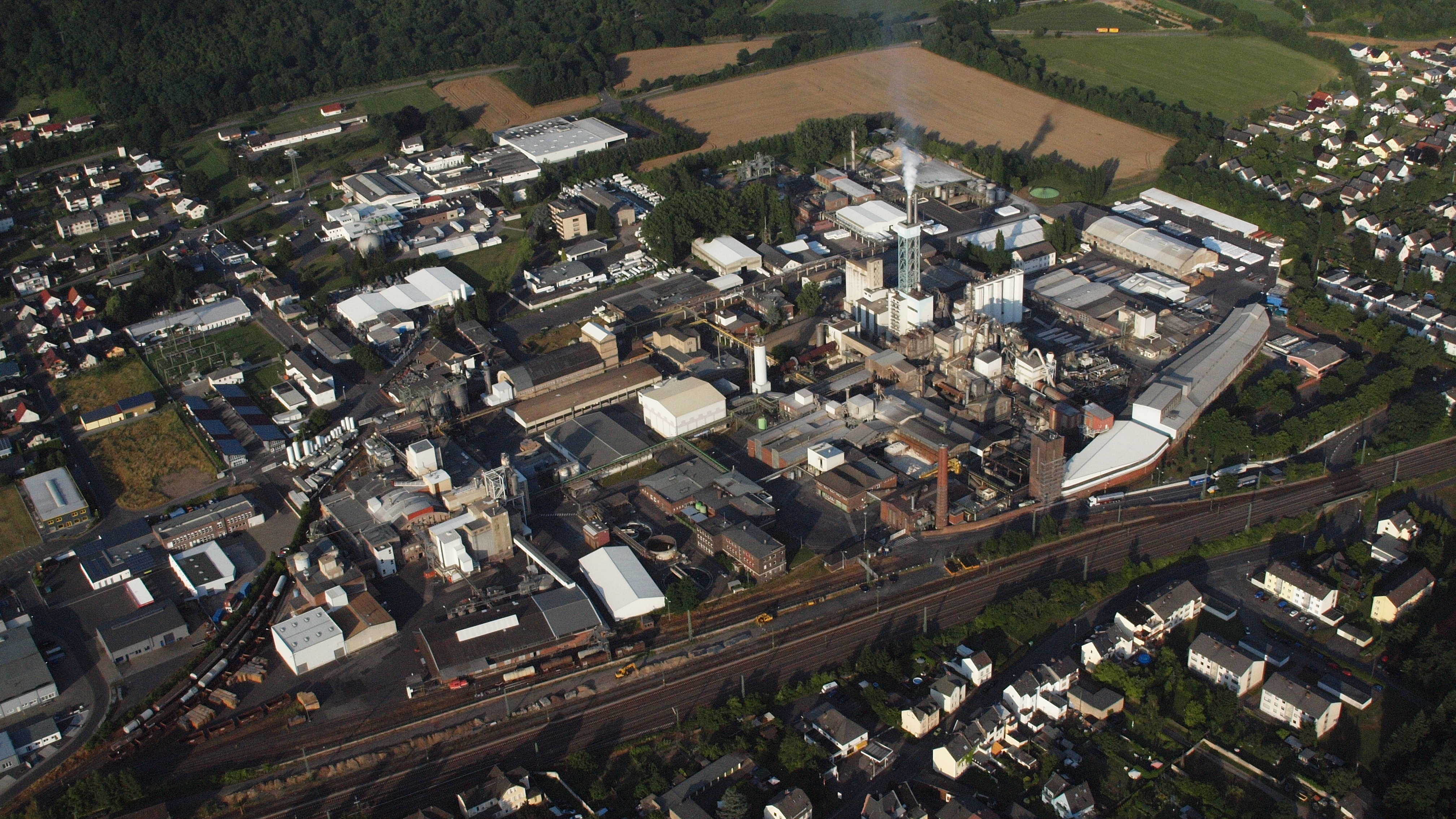
Solvaywerk in Bad Hönningen

### Bad Wimpfen

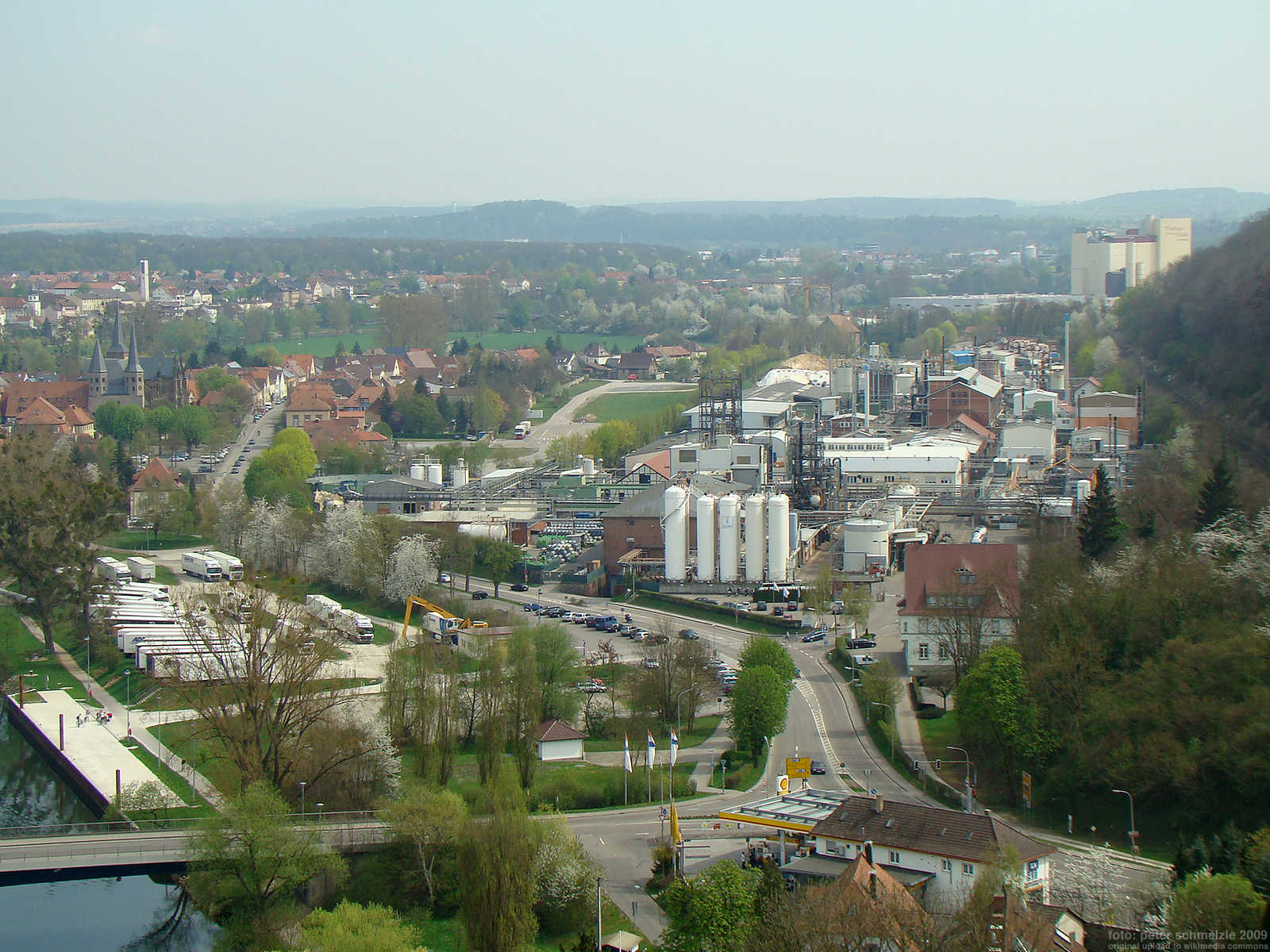
Solvay in Bad Wimpfen

Die Ursprünge des Solvaywerkes Wimpfen gehen auf die Gründung der Saline Ludwigshall zu Beginn des 19. Jahrhunderts zurück, die ein Jahrhundert lang Salz produzierte. Ab 1921 wurden aus der Salzsole auch chemische Produkte hergestellt. Das erste dieser Produkte – noch heute im Programm – war Kryolith, ein Schmelzflussmittel für die aufstrebende Aluminiumindustrie. 1960 erwarb die Kali-Chemie AG eine Beteiligung an der Saline und hatte 1973 die Aktienmehrheit. 1982 wurde das Werk in die Kali-Chemie AG eingegliedert und stark erweitert. Zu Produkten der anorganischen Fluoridchemie wie Fluorwasserstoff, Flusssäure und Kryolith kam eine Reihe organischer Fluoride hinzu.
Seit der Produktionseinstellung von FCKW und Halogenkohlenwasserstoffen (Halonen) zum 30. November 1991 stellt das Werk Wimpfen Nachfolgeprodukte her, zum Beispiel Solkane als Kältemittel und Treibmittel für Schaumkunststoffe. Weitere Produkte sind Schwefelhexafluorid (SF6) als Dielektrikum für Hochspannungsanlagen sowie patentierte CF2-/CF3-Synthesebausteine für die Herstellung von Agrochemikalien und Arzneimitteln. Auch die Palette der anorganischen Fluorprodukte wurde erweitert; so etwa dient Kaliumbifluorid der Glasmattierung. Mit dem Markenprodukt NOCOLOK ist Solvay eigenen Angaben zufolge Weltmarktführer bei Flussmitteln für das Aluminiumlöten, etwa bei der Herstellung von Kühlern und Klimaanlagen für Autos.
Zusammen mit anderen Solvay-Gesellschaften und Werken gehört das Werk Wimpfen zur „Strategic Business Unit Fluor Chemicals“ der internationalen Solvay-Gruppe. So etwa werden in Wimpfen Prozesse für die Produktion von Fluorspezialitäten im Solvaywerk Onsan (Südkorea) entwickelt und getestet.

### Bernburg

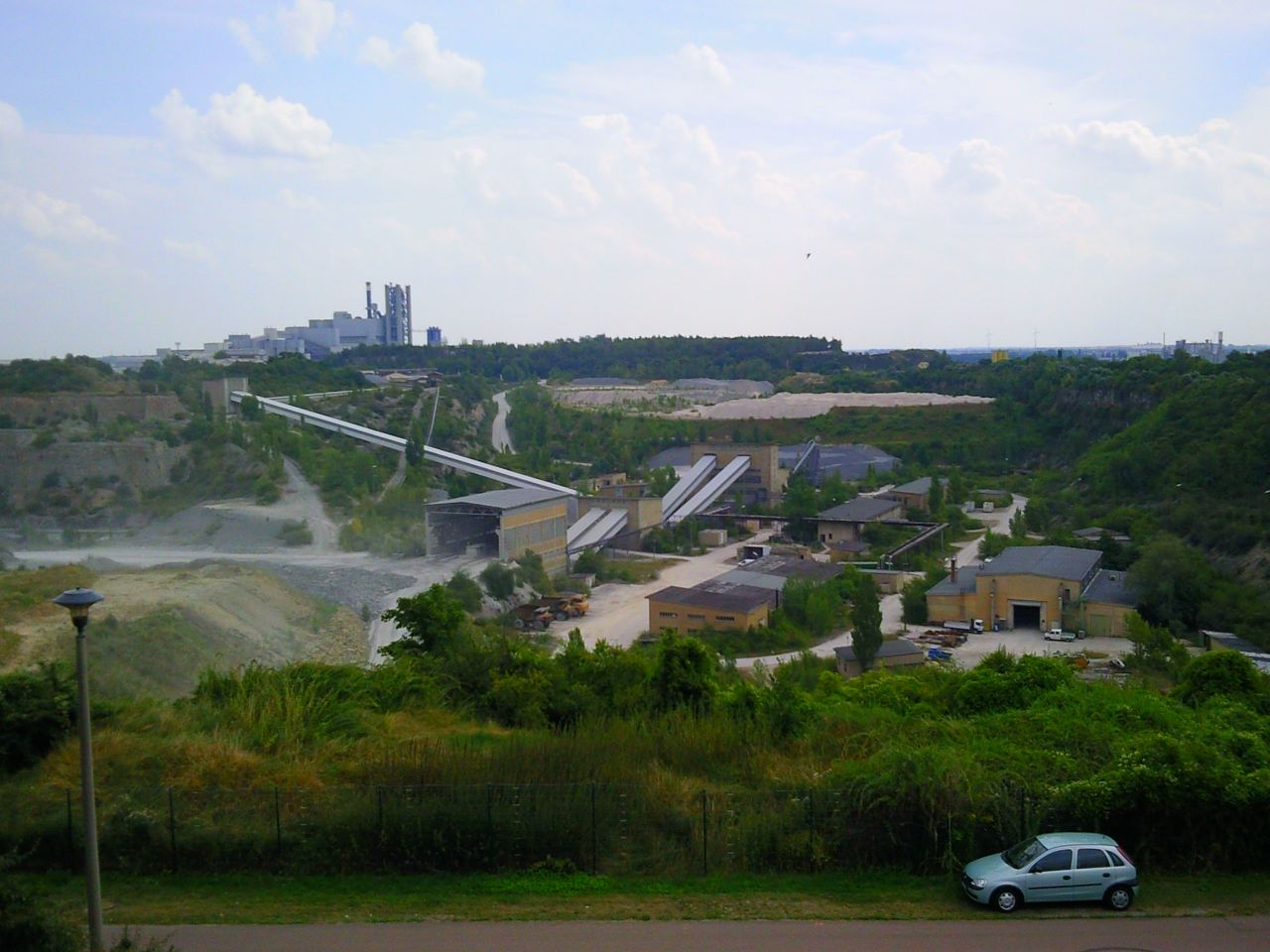
Bernburger Kalksteinbruch bei Zickzackhausen mit Zementwerk des Unternehmens Schwenk im Hintergrund

Bis zum Ausbruch des Zweiten Weltkrieges vereinigte Solvay 82 % der deutschen Soda-Produktion auf sich. Einen beträchtlichen Anteil daran hatte das Werk in Bernburg, in dem Solvay seit 1883 Soda herstellt. 1940 wurde das Werk unter nationalsozialistische Zwangsverwaltung gestellt, nach Kriegsende zerlegt und in die Sowjetunion verbracht. Das Firmenarchiv blieb aus ungeklärten Gründen an Ort und Stelle erhalten, und damit waren auch sämtliche Bauunterlagen verfügbar. Die nutzte die DDR-Regierung zur Wiedererrichtung des Werkes, denn Soda war als Grundstoff für den Aufbau der DDR unerlässlich. 1952 wurde die Fabrikation als Volkseigener Betrieb (VEB) der DDR wieder aufgenommen. 1991 wurde das Werk Bernburg durch die Treuhandanstalt privatisiert und wieder in die Solvay-Gruppe eingegliedert. Seither ist der Standort mit einem Investitionsvolumen von bislang rund 500 Millionen Euro (Stand 2008) modernisiert und erweitert worden.
Die Solvay Chemicals GmbH stellt in Bernburg Soda, Natriumhydrogencarbonat, hochreines Wasserstoffperoxid und hochreine Phosphorsäure zur Produktion von Computerchips her. Die Soda-Produktion hat eine Kapazität von etwa 600.000 t pro Jahr; die Jahresproduktion von Natriumhydrogencarbonat (Markenname BICAR) in Bernburg beläuft sich auf etwa 100.000 t. Ähnlich wie am Standort Rheinberg dient auch das Solvay-Gelände in Bernburg als Industriepark. Auch hier können angesiedelte Unternehmen die vorhandene Infrastruktur (Energieversorgung, Wassernetz, Transporteinrichtungen etc.) sowie von Solvay angebotene zugehörige Dienstleistungen nutzen. Alle am Standort Bernburg produzierenden Solvay-Gesellschaften sind Mitgliedsunternehmen der 1999 gegründeten Umweltallianz Sachsen-Anhalt. Voraussetzung für die Teilnahme an der Umweltallianz ist die Verpflichtung zu einer oder mehreren freiwilligen, über die gesetzlichen Vorgaben hinausgehenden Umweltschutzmaßnahmen.
Das Bernburger Werk bezieht Kalkstein über eine eigene Werksbahn aus dem Abbaugebiet zwischen Bernburg und dem Stadtteil Strenzfeld. Das ebenfalls zur Soda-Herstellung benötigte Natriumchlorid wird durch Aussolung von Bohrlöchern südlich von Bernburg gewonnen, die mehrere hundert Meter tief bis in Salzlagerstätten reichen. Viele dieser in der Vergangenheit entstandenen Kavernen werden inzwischen durch die Verbundnetz Gas AG als Untergrundspeicher für Erdgas genutzt.
Bei der Herstellung von Soda fallen in Bernburg pro Tag 16.000 m³ Abwasser an. Darin sind bis zu 2.000 m³ Calciumchloridschlamm enthalten. Das Abwasser wird durch Rohrleitungen nach Latdorf geleitet, wo sich der Kalkschlamm absetzt und die so genannten Kalkteiche bildet. Das von den festen Schwebstoffen gereinigte Abwasser wird in die Saale abgeführt.
2008 begann Solvay zusammen mit dem Entsorgungsunternehmen Tönsmeier mit dem Bau eines Ersatzbrennstoff-Heizkraftwerks auf dem Werksgelände, um eigenen Angaben zufolge die Produktion unabhängiger von Erdöl und Erdgas zu machen. Während Politiker und Konzern-Vorstand den Industriestandort durch diese Investition gesichert sehen, gibt es aus der Bevölkerung Kritik gegen den Bau dieses Müllkraftwerkes.

### Freiburg[veraltet]
Ende August 2011 hat die Solvay-Gruppe Rhodia übernommen, die in Freiburg im Breisgau ihren einzigen deutschen Standort hat. Hier arbeiten rund 850 Mitarbeiter in den Bereichen Rhodia Acetow (seit April 2013 Solvay Acetow), Solvay P&S und Solvay Holding Freiburg. Der Bereich Solvay Acetow stellt Celluloseacetatfasern her, die zu Zigarettenfilter weiter verarbeitet werden. Solvay Engineering Plastics betreibt in technisches Zentrum zur Unterstützung der Kunden unter anderem aus der Automobilindustrie in Freiburg. Der Bereich P&S hat in Freiburg eine Polymerisationsanlage in Betrieb, in der die Kunststoffe Polyamid 6.6 und 66/6 hergestellt werden.

### Genthin[veraltet]
Am Solvay-Standort im Industriepark Genthin werden seit Herbst 2014 Spezialtenside für Wasch-, Putz- und Reinigungsmittel sowie für Körperpflegeprodukte hergestellt. Das Werk gehört zur weltweit handelnden Global Business Unit Novecare und beschäftigt 30 Mitarbeiter.

### Hannover
Hannover ist Sitz der deutschen Solvay GmbH. Rund 240 Beschäftigte sind hier in Marketing und Verwaltung sowie Forschung und Entwicklung tätig. Von Hannover aus werden die weltweiten Geschäfte mit Fluorprodukten sowie mit Barium- und Strontiumverbindungen gesteuert. Im Forschungszentrum der Global Business Unit Special Chem werden neue Fluorverbindungen für unterschiedliche Anwendungen entwickelt.

### Östringen
Das Werk im badischen Östringen, rund 30 Kilometer südlich von Heidelberg, ist der zehnte und jüngste Solvay-Standort in Deutschland. Durch die Übernahme des US-Chemieunternehmens Cytec Industries gehört das 1989 gegründete Werk seit Anfang 2016 zur Solvay-Geschäftseinheit Composite Materials.
Mit rund 200 Mitarbeitern produziert Solvay leistungsfähige Verbundwerkstoffe für die Luft- und Raumfahrtindustrie. Flugzeugbauteile wie Landeklappen, Spoiler oder Tragflächen werden durch die speziellen Kohlefaserprodukte dünner und leichter – bei gleichbleibender Leistung.
Dünnflüssige Kunstharze bilden eine weitere Säule des Werks. Sie werden mit einem speziellen Verfahren in vorgefertigte Kohlefasergewebe eingespritzt. Vorteile: Hohe Festigkeit und Formstabilität bei geringem Gewicht. Flugzeughersteller wie Airbus, Boeing oder Bombardier können mit den extrem leichten und leistungsfähigen Werkstoffen den Treibstoffverbrauch ihrer Maschinen reduzieren. Darüber hinaus sind die innovativen Materialien auch für die Herstellung von Schaufelblättern von Düsentriebwerken geeignet.
Die anhaltend hohe Nachfrage durch Hersteller von Verkehrs- und Militärflugzeugen – im zivilen Bereich zunehmend auch aus Russland und China – ermöglichten es, die Kapazitäten in Östringen stetig zu erweitern. So entstanden zuletzt im Jahr 2015 zusätzliche Produktions-, Lager-, Labor- und Büroflächen.

### Rheinberg
Das Solvaywerk Rheinberg, der größte deutsche Solvay-Produktionsstandort, besteht seit 1906. Hergestellt werden ausgehend von einer Chloralkali-Elektrolyse Produkte der Grundstoffchemie, zum Beispiel Soda, Natriumhydrogencarbonat, Natronlauge oder Polyvinylchlorid (PVC), aber auch der Spezial-Kunststoff Polyarylamid (Markenname IXEF). Ebenso werden vom Werk Rheinberg aus die Marketing- und Vertriebsaktivitäten für die Produkte Wasserstoffperoxid und Persalze geleitet.
Mit den wichtigsten Rohstoffen wird das Werk aus der näheren Umgebung versorgt: Salz kommt in gelöster Form über eine Soleleitung aus dem etwa 60 km nördlich gelegenen Epe, Kalkstein bezieht das Werk per Bahn aus Belgien. Wesentliches Merkmal des Werkes Rheinberg ist die Verbundwirtschaft, die Nebenstoffe so weit wie möglich an Ort und Stelle für die Herstellung neuer Stoffe verwendet und dazu beiträgt, die Entstehung von Abfallstoffen zu vermindern.
Im Industriepark Solvay Rheinberg sind neben Unternehmen der deutschen Solvay-Gruppe weitere Firmen ansässig, zum Beispiel die Kemira Germany GmbH, Tochter eines finnischen Chemiespezialisten, oder Praxair. Das esco-Werk Borth schließlich deckt seinen Bedarf an vollentsalztem Wasser über die Solvay-Produktion ab.
1993 wurde eine Dokumentation über den Salzabbau und Verarbeitung in Borth gedreht.